# وانغ نينغ
وانغ نينغ هو سياسي صيني، ولد في يوليو 1966 في Lin County, Shanxi ‏ في الصين. نشط حزبياً في الحزب الشيوعي الصيني.